# 天主教維爾紐斯總教區
天主教維爾紐斯總教區（拉丁語：Archidioecesis Vilnensis）是羅馬天主教在立陶宛的一個教省總教區，下轄兩個教區。
2011年有教友565,620人，佔轄區總人口65.9%，有276個堂區、171名司鐸、1名終身執事、60名修士、198名修女。現任總主教為吉塔拉斯·格魯沙斯，榮休總主教為奧德里斯·尤奧扎斯·巴契基斯樞機。

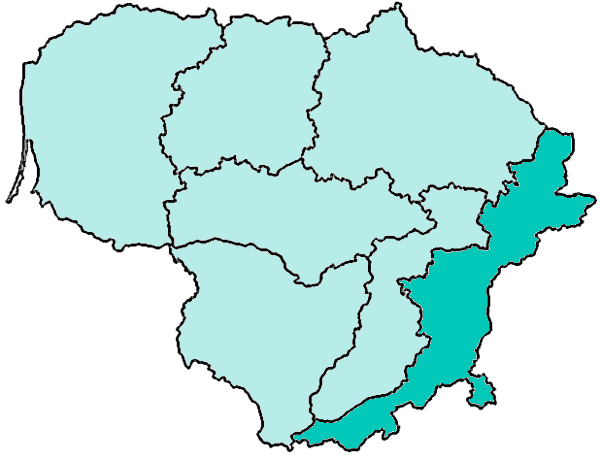
維爾紐斯總教區管轄範圍圖

始於1387年，1925年10月28日升為總教區。